# Man Hunt
Man Hunt (conocida para su distribución en castellano como La caza del hombre o El hombre atrapado) es una película estadounidense dirigida por Fritz Lang en 1941.

## Argumento
En 1939, un famoso cazador, Thorndyke, va a Alemania con la intención de probar que puede asesinar a Hitler. No lo logra y es capturado y torturado por la Gestapo; logra escapar, pero es perseguido por los nazis por Alemania e Inglaterra. Consigue escapar de sus perseguidores, regresando a Alemania con el objetivo de matar al dictador.